# 폴리우레탄

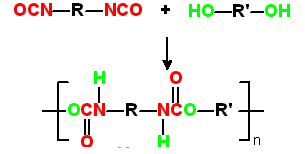
폴리우레탄의 합성

폴리우레탄(영어: polyurethane, PUR, PU)은 열경화성 수지이며, 질기고 화학약품에 잘 견디는 특성을 가지고 있다. 전기절연체, 구조재, 기포단열재, 기포쿠션, 탄성섬유 등에 사용되며, 신축성이 매우 뛰어나 고무의 대체물질로도 사용된다.
폴리우레탄으로 만든 다공성 제품은 우레탄 폼(urethane foam)이라고 부른다.

## 화학적 특성
에폭시, 폴리에스터, 페놀 등은 폴리우레탄이라 불리는 화합물들이다. 폴리우레탄은 폴리올과 이소사인염 결합체들(R−(N=C=O)n ≥ 2)간의 반응으로 하이드록실기 촉매(R '- (OH) N≥2)나 자외선 활성화에 의한 조건 하에서 생성된다.
폴리우레탄은 반응물인 이소사인염과 폴리올의 종류에 따라 특성이 좌우되는데, 폴리올에 함유된 긴 결합들은 부드러운 탄성 중합체가 될 수 있게 도와주고, 엄청난 양의 결합은 경질 중합체가 될 수 있게 도와준다. 두 결합의 중간정도 길이를 유지하게 되면 매우 신축성 있으면서도 적당한 단단함을 유지할 수 있다. 
폴리우레탄의 3차원 결합은 이 중합체의 분자량이 엄청나다는 것을 의미하는데, 어떤 점에서 폴리우레탄 단위체는 하나의 거대한 분자로 간주될 수도 있다. 예를 들어, 폴리우레탄이 연소될 때 이 단위체들은 용융되지 않고 경화되어 성질이 바뀐다. 이것은 다른 첨가제를 단위체에 반응시켰을 때 새로운 성질의 중합체를 만들 수 있다는 것을 의미하기도 한다.
폴리우레탄의 구성물질인 이소사인화염은 매우 반응성이 좋은 재료이다. 이것은 중합체의 제조에 있어서 좀더 가용성 있는 재료가 되기도 하지만 보관 및 사용에 주의해야한다. 방향족 이소사인화염과 MDI, TDI와 같이 정확히 두 이소사인화염을 갖는 경우 관능성이 HDI와 IPDI와 같은 지방족 이소사인화염보다 더 반응성이 뛰어나다. 예외적으로 고분자 다이페닐메탄다이이소사인화염과 같이 여러개의 이소사인화기를 갖는 중합체들이다. 이 분자들은 2.7 이상의 관능성을 지니고 있다.
폴리올은 그 자체적으로 중합체이며, 분자 당 평균 2개 이상의 수산화기를 가지고 있다. 폴리에테르폴리올은 주로 폴리올 전구체와 에틸렌옥사이드, 프로필렌 옥사이드와의 중합을 통해 제작된다. 폴리에스테르폴리올은 폴리에스테르 중합체와 마찬가지로 생성된다. 이 중합체들은 관능성이 뛰어나기 때문에 종종 이용된다. 수산화기를 포함한 분자들의 혼합물이기 때문에, 폴리우레탄을 제조하는 폴리올은 순수한 화합물이라고 볼 수 없다. 폴리올은 유연한 폴리우레탄을 제조하는 데에는 1만 이상의 분자량을 지닌 것을 사용하지만, 경질 우레탄을 제조하는데에는 수백의 분자량으로 제조해야 한다.

## 원자재
폴리우레탄을 만드는 주요 성분은 di- 또는 트리이소시아네이트와 폴리올이다. 다른 재료는 폴리머 처리 또는 중합체의 특성을 수정하는 것을 돕기 위해 추가된다.

### 이소시아네이트
폴리우레탄을 만들기 위해 사용하는 이소시아네이트는 각 분자에 두 개 이상의 이소시아네이트기를 가지고 있다. 가장 일반적으로 사용되는 이소시아네이트는 방향족 다이이소시아네이트, 톨루엔 디이이소시아네이트(TDI) 및 메틸렌 다이페닐 디이소시아네이트, MDI가 있다. TDI와 MDI는 일반적으로 저렴하고 다른 이소시아네이트보다 더 반응적이다. 산업 등급의 TDI와 MDI는 이성질체의 혼합물이며, MDI는 종종 고분자 재료가 포함되어 있다. 그들은 (예를 들어, 매트리스 또는 자동차 좌석 형태) 유연한 형태를 만들고 (예를 들어 신발 밑창) 단단한 형태 (냉장고에 거품 절연 예를 들어) 탄성체를 만들 때 사용된다. 이소시아네이트는 부분적으로 폴리올과 반응함으로써 또는 이소시아네이트의 휘발성(변동성, 독성)을 줄이기 위해, 물질을 쉽게 다룰 수 있도록 자신의 어는점을 감소시키거나, 최종 중합체의 특성을 향상시키기 위하여 다른 물질을 도입함으로써 변형 될 수 있다.지방족 및 방향족 이소시아네이트로 만든 폴리우레탄은 빛의 노출에 대해 어둡게 하는 경향이 있기 때문에 색상 및 투명도가 중요한 다른 응용에서 가장 자주, 더 작은 양으로 사용된다.

### 폴리올
폴리올은 탄화수소 사슬에 알콜기가 2개이상 붙은 액상 고분자물질을 말한다. 다가알코올, 즉 2개 이상의 수산기(-OH)를 가진 지방족 화합물 수산기를 2개 가진 것을 글리콜 또는 디올(diol)이라고 하며, 그 밖에 에틸렌글리콜 또는 프로필렌글리콜을 에테르화한 디에틸렌글리콜·디프로필렌글리콜·폴리에틸렌글리콜 등이 있다.

### 바이오 유래물질
지속가능한 "녹색" 제품에 대한 관심은 유래된 식물성 오일로부터 얻은 폴리올에 대한 관심을 일으켰다. 많은 폴리올은 식물성 오일과 같은 재생 가능한 원료 물질에서 파생된다. 이 오일은 대두, 면화 씨와 캐스터를 포함한다. 폴리올을 제조하는데 사용되는 소스 이합체 지방산 또는 지방산이다.일부 바이오 기반 그리고 이소시아네이트가 없는 폴리 우레탄은 폴리아민과 Polyhydroxurethane을 생성하기 위한 환형 카보네이트의 반응을 이용하여 추출한다.

### 촉매
폴리 우레탄 촉매는 두 개의 넓은 범주 즉 아민 화합물 및 금속 착물로 분류 할 수 있다.
기존의 아민 촉매는 트리에틸렌다이아민(TEDA 1,4- 지아자비시쿠로 [2.2.2] 옥탄 또는 DABCO), 디메틸 시클로 헥실 아민 (DMCHA) 및 디메틸 에탄올 아민 (DMEA)와 같은 제3의 아민이었다.
제3의 아민 촉매는 (폴리올+이소시아네이트 또는 젤) 반응 요소, (물+이소시아네이트 또는 블로우) 반응 요소 또는 이소시아네이트 삼량화 반응 요소인지 아닌지에 기초해서 선택된다. (예를 들어 이소시아누레이트 환 구조를 형성하기 위해 아세트산 칼륨을 이용하는 것)
폴리머 매트릭스에 반응하는 수산기 또는 두 번째 아민을 함유한 촉매는 폴리머에서 나올 수있는 아민의 양을 감소시키는 종래의 촉매를 대체 할 수 있다.
수은, 납, 주석, 비스무트과 아연에 기초하여 금속 화합물은 폴리 우레탄 촉매로 사용된다.
폴리 우레탄 엘라스토머 피막과 밀봉 응용에 특히 효과적인 촉매인 수은 카르복시기는 폴리올 - 이소시아네이트 반응에 대해 매우 선택적이지만, 그들은 유독성을 가진다.
비스무트 및 아연 카르복실기들이 대안으로 사용되고 있다.
알킬 주석 카르복실기 산염, 산화물 및 메르캅토기 산화물은 폴리 우레탄 응용 프로그램의 모든 종류에 사용된다.
주석 메르캅토기는 물을 포함하는 대표적인 물질인데 반해 주석 카르복실기는 물에 취약하다.

### 계면 활성제
계면 활성제는 발포 및 비 발포 폴리 우레탄 폴리머의 두 특성을 변경하는 데 사용된다. 그들은 폴리 디메틸 실록산 - 폴리 옥시 알킬 렌 블록 코 폴리머, 실리콘 오일, 노닐 페놀에 톡실 레이트 및 다른 유기 화합물의 형태를 취한다. 거품은 그들은 붕괴 및 서브 표면 공극을 방지하기 위해 액체 성분을 유화 셀 크기를 조절하고 세포 구조를 안정화하는 데 사용된다. 비 발포 애플리케이션 그들은 습윤제로서, 공기 방출 및 소포제로 사용되고, 같은 핀홀, 오렌지 껍질, 싱크마크 같은 표면 결함을 제거하기 위해 사용된다.

## 제작
폴리 우레탄은 두 개 이상의 액체 류를 혼합하여 제조된다. 폴리올 스트림과 같이, 촉매, 계면 활성제, 발포제 및이 포함되어 있다. 두 성분은 폴리 우레탄계 또는 단순히 시스템이라고도 한다. 이소시아네이트는 일반적으로 "B면"또는 단순히 "이소"로 북미에서 언급되어 있다. 폴리올 및 다른 첨가제와 혼합은 일반적으로 "A 측"로 또는 "폴리"라고 한다. 이 혼합물은 또한 "수지"또는 "수지 혼합"이라고 될지도 모른다. 유럽에서는 "A 측"와 "B 측"의 의미가 반대로되어 있다. 수지 혼합 첨가제, 사슬 연장 제, 가교제, 계면 활성제, 난연제, 발포제, 안료 및 충진제를 포함 할 수 있다. 폴리 우레탄은 이소시아네이트, 폴리올 또는 첨가제를 바꿈으로써 밀도와 경도의 다양한 제작할 수 있다.

## 건강과 안전
완전히 반응 한 폴리 우레탄 폴리머는 화학적으로 비활성적이다. [34] OSHA (직업 안전 위생국) 또는 ACGIH (미국 산업 위생 전문가 회의)에 의해 노출에 대한 제한은 미국에서 설립되어 있지 않다. 이것의 발암성에 대해 OSHA가 규제하지 않는다.폴리 우레탄 폴리머는 가연성 고체이며 화재에 노출 된 경우에 점화 할 수 있다. 화재로부터의 분해는 주로 일산화탄소를 생성하고 질소 산화물, 시안화 수소를 추적 할 수 있다. 그 재료의 가연성 때문에 그 물질은 불가연성 처리되어야 한다. 거의 모든 것이 해롭다고 여겨지는 (최소한 가구의 경우에서)액상 수지 혼합 및 이소시아네이트는 위험 또는 규제된 성분을 함유할지도 모른다. 이소시아네이트는 피부와 호흡기 과민성 알려져 있다. 게다가, 아민류, 글리콜 류, 스프레이 폴리 우레탄 폼에 존재하는 인산에 위험성이 있다.(예를 들면 이소시아네이트 등) 폴리 우레탄 스프레이 폼의 적용 중에 사용되는 기질은 인간의 건강에 위험하기 때문에 그 과정 기간 동안 혹은 그 후에 특별한 예방이 요구된다. 미국에서는 폴리 우레탄 제조자 협회 (PMA)와 폴리 우레탄 공업 센터 (CPI)와 같은 조직을 통해 추가적인 건강과 안전 정보뿐만 아니라 폴리 우레탄 원료 메이커까지 찾을 수 있다. 규정 정보는 연방 규정 코드의 타이틀 21 (식품 의약품)과 Title 40 (환경 보호)에서 찾을 수 있다. 유럽에서는 건강과 안전 정보는 ISOPA에 의해 유럽 반이소시아네이트와 폴리올 제작자 연맹에서 사용할 수 있다.

## 용도
폴리우레탄은 여러가지로 사용된다. 대표적인 용도는 합성섬유 또는 페인트 등이다.
합성섬유는 흔히 스판덱스로 불리며 나일론과 같은 섬유로 덮어져 속옷, 양말, 수영복 등에 쓰인다.
폴리우레탄은 거품 구조를 가지기 때문에 탄성이 있고 견고하며 가벼운 특성을 가진다. 따라서 매트리스나 직물, 폴리우레탄 폼스펀지 등은 물론 비행기 날개의 심에도 사용된다.
또한 폴리우레탄을 이용한 페인트(폴리우레탄 수지(도료))는 강한 점착력과 방수 및 부식 저항력을 가진다.

## 화학적 특성
아이소시아네이트기({\displaystyle {\ce {-N=C=O}}})는 쉽게 수산기({\displaystyle {\ce {-OH}}})와 결합한다 (우레탄 결합). 이 반응을 이용하여 다이아이소사이아네이트에 수산기 둘을 가진 분자를 반응시키면 선상고분자(線狀高分子)가 된다. 이 고분자가 폴리우레탄이다. 일반적으로는 다이아이소시아네이트로서 톨루엔다이아이소이아네이트를, 수산기를 가진 분자 (폴리올)로서 폴리에터나 폴리에스터를 사용한다. 폴리에터를 사용하면 부드럽게 되고, 폴리에스터를 사용하면 딱딱한 플라스틱이 된다. 또한 폴리올로서 수산기를 셋 이상 가진 분자를 사용하여 만들어진 폴리우레탄은 3차원적으로 결합한 것이 된다.
이와 같은 구조의 폴리우레탄은 열에 대하여도 변형하지 않으며, 성형할 때는 다이아이소사이아네이트의 반응이 빠르기 때문에 대개 주조를 이용하며, 톱니바퀴나 파이프 등이 만들어지고 있다.

## 제조
완성품인 폴리우레탄을 제조하는 방법은 작은 것은 직접 부분을 부어 만드는 작업부터, 큰 대용량의 번스톡(bunstock)과 보드스톡(Boardstock)을 생산하는 생산라인에서 만드는 방법이 있다. 마지막 공정을 제외하면, 제조의 원리는 동일하다: 액체 이소시아네이트(isocyanate)와 수지 혼합물을 균질하게 혼합시켜 이론 공연비(stoichiometric ratio)가 될 때까지 섞고, 그 반응 액을 틀 또는 표면에 분배해 적합한 상태가 될 때까지 기다리고 이것이 끝나면 틀에서 떼어 낸다.

### 분배장비(dispensing equipment)
비록 비용이 많이 들기는 하지만, 완성된 부분의 꾸준한 생성을 필요로 하는 작은 크기의 제품을 제조하기에는 미터믹스(meter-mix) 또는 분배 장치를 사용하는 것이 적절하다. 분배장치는 물질 저장 탱크, 정량 펌프, 혼합 헤드 그리고 제어부로 구성되어 있다. 종종, 에어컨이나 온도 조절 장치가 물질의 온도를 조절하여 혼합의 능률과 경화속도를 높이고 제조 과정의 다양성을 줄이기 위해서 추가적으로 사용된다. 분배장치의 선택은 총용량(shot size), 처리량, 점도와 같은 물질의 특성과 충전제 함량 및 공정 제어에 따라 달라진다. 재료의 데이 탱크(day tank)는 1에서 수백만 갤런의 크기일 것이고, 드럼통이나 IBCs(intermediate bulk containers), 또는 대용량 저장 탱크에서 직접적으로 공급받을 것이다. 그것들은 레벨센서와 컨디셔닝 재킷(conditioning jacket)과 믹서를 포함할 것이다. 펌프는 크기가 초당 1그램부터 분당 수백 파운드의 크기까지 측정할 수 있게 되어 있다. 그것들은 회전식 펌프, 기어 펌프 또는 피스톤 펌프, 또는 다져지거나 두드려진 가공된 광섬유나 규회석과 같은 높은 연마 충전제를 포함하는 액체를 측정하기 위한 특수 강화된 랜스 펌프(lance pump)일 수 있다.
펌프는 저압 (10 ~ 30 bar, 1 ~ 3 MPa) 또는 고압 (125 ~ 250 bar, 12.5 ~ 25.0 MPa)의 분배 시스템에서 작동 가능하다. 믹스 헤드는 간단한 수치의 혼합 튜브와 회전식 재료 믹서, 저압 동적 믹서, 또는 가스로 작동하는 고압 유압 믹서가 될 수 있다. 조종장치는 기초적인 온/오프 장치와 분배/중지 스위치 그리고 아날로그식의 압력 및 온도 측정기를 가지고 있거나, 컴퓨터가 전기적으로 혼합 비율과 디지털 방식의 온도와 레벨 센서를 조절하기 위한 유량계와 전체 제품군의 통계적인 공정을 제어하는 소프트웨어로 통제하게 할 수 있다. 분배장치의 추가품은 핵형성 또는 가스 분사 장치들과 세 번째 도는 네 번째의 안료를 첨가하거나 또는 포괄적인 보조 첨가제의 측정을 위한 스트림 기능을 포함한다.

### 기계(Tooling)
한 장소에 부어서 만드는 번(bun), 보드스톡, 그리고 코팅과 별개로, 부품 생산은 그것을 담아 반응액을 성형(成形)하는 기계가 필요하다. 주형을 만들 재료의 선택은 예상사용 수명, 성형압력, 신축성, 그리고 열전도 특성에 따라 다르다.
RTV 실리콘은 예상사용 수명이 있는 기계의 수만 개의 부품에 사용된다. 그것은 일반적으로 늘리거나 벗길 수 있는 능력이 있는 사방에서 밑을 잘라낸 성형 틀을 필요로 하는 경질 발포체 부품을 성형하는데 사용된다. 그 RTV 실리콘 기계의 열전도 특성은 형편없었다. 고성능이고 신축성 있는 폴리우레탄 탄성중합체(elastomer)는 이러한 방식으로 사용되었다. 에폭시 수지(Epoxy)는 예상사용 수명이 있는 기계의 수만 개의 부품에 사용된다. 그것은 일반적으로 연질 발포체 쿠션 및 의자의 재료, ISF(Integral Skin Form)와 미세 발포체 충전재 등에 사용된다. 에폭시 기계의 열전도 특성은 괜찮은 편이다; 철로 채워져 있거나 철로 코팅된 에폭시의 열전도 특성은 좋은 편이다. 동관은 기계의 일부로 통합되어 뜨거운 물이 순환시키거나 성형 틀의 표면을 뜨겁게 할 수 있다.
알루미늄은 예상사용 수명이 있는 기계의 수만 개의 부품에 사용된다. 그것은 일반적으로 미세 발포체 개스킷과 주물 탄성중합체 부품들을 성형하고, 이를 가공되거나 압축 성형된 상태로 만든다.
스테인리스 스틸은 기계의 끝 부분에 광택이 나게 할 때 사용된다. 이 금속의 열전도 특성은 훌륭하다.
마지막으로, 성형된 또는 가공된 폴리프로필렌(polypropylene)은 바르는 개스킷 같은 저용량을 생산하는 기계에 사용된다. 많은 비싼 금속 성형 판 대신, 저가의 플라스틱 기계는 훌륭한 신축성을 가질 수 있게 하는 금속을 만들 수 있다. 폴리프로필렌 기계의 열전도 특성은 생산시, 고민을 해봐야 할 정도로 형편없다.

## 응용
2007년에는 폴리 우레탄 원료의 세계적인 소비량은 연평균 성장률은 약 5 % 인 12 만톤을 초과했다.
2020년까지 약 US $ 80 억 상승 할 것으로 예상되는 세계시장은 매출이 PUR에서 생성되었다.

## 가시광선의 효과
폴리 우레탄은 방향족 이소시아네이트를 사용하여 만들어진, 특히 빛과 상호 작용하는 발색단을 포함한다. 이것은 빛 안정성 측면에서 중요한 요소이고, 지방족 이소시아네이트가 폴리 우레탄 코팅의 제조에 사용되는 것이 주된 이유는 폴리 우레탄 코팅이 특히 중요하기 때문이다. 방향족 이소시아네이트를 사용하여 얻게되는 PU 거품은 가시 광선에 노출되면 붉은 노란색 미색에서 변색된다. 이것은 일반적으로 떨어져 황변에서 가시광 양식 특성에 거의 영향을 미치지 않는 것으로 받아 들여지고 있다. 황변 특성의 열화로 큰 거품의 바깥 부분에 발생하지만 바깥 부분은 양식 자체의 전반적인 벌크 특성에 거의 영향을 않는다.
가시 광선 노출이 몇 가지 물리적 특성 시험 결과의 차이에 영향을 미칠 수 있는 것으로 보고되고 있다.
고 에너지 UV 방사선은 폼 구조에 유해한 형태의 화학 반응을 촉진한다.

## 생분해
두 가지 종류의 에콰도르 균 Pestalotiopsis는 매립지 바닥에 볼 수 있는 호기성과 혐기성 조건에서 폴리 우레탄을 생분해 할 수 있다. 한 박물관에서 폴리 우레탄의 분해가 보고되었다. 폴리 에스테르 형 폴리 우레탄은 쉽게 생분해되고, 폴리에테르 계보다 곰팡이에 의해 잘 분해된다.

## 참고 문헌
- 이 문서에는 다음커뮤니케이션(현 카카오)에서 GFDL 또는 CC-SA 라이선스로 배포한 글로벌 세계대백과사전의 내용을 기초로 작성된 글이 포함되어 있습니다.